# Консигнация
Консигнацията е форма на търговия, при която собственик на дадена стока (консигнант) делегира на друг търговски субект (консигнатор) правото да организира продажбата на стоката при определени условия и срещу определена цена. Основна характеристика на този вид договор е, че предмет може да бъде само продажбата на стоки, а не сключването и на други изпълнителни сделки.
В отношенията между консигнант и консигнатор няма преминаване на право на собственост върху вещите, и договорът е срочен, като в случай, че след изтичането му стоката не е продадена, консигнаторът има задължение да я върне на консигнанта. Тъй като при този вид продажба облага черпи консигнантът, той дължи на консигнатора възнаграждение, което обикновено се формира като процент от печалбата, но може да е и фиксирана сума. Консигнантът дължи на консигнатора и разноските, направени във връзка с осъществяването на продажбата.
Три търговски отношения се наслагват в договора за консигнация:
1. Учредителна сделка между консигнанта и консигнатора – при която консигнантът натоварва консигнатора да извършва покупко-продажба на трети лица от свое име и в свой склад или магазин, но за сметка на консигнанта.
2. Изпълнителна сделка между консигнатора и купувача – актът на самата продажба, извършена от името на консигнатора, но за сметка на консигнанта.
3. Отчетна сделка между консигнатора и консигнанта – тъй като консигнаторът извършва продажбата от свое име, за него съществува задължението след това да прехвърли правата и задълженията, които е придобил, върху консигнанта.

Договорът за консигнация е широко разпространен в практиката, но за него няма точна законова уредба. Поради естеството си обикновено бива приравняван към или считан за разновидност на комисионния договор, което прави възможно регламентирането му по силата на чл. 348 — чл. 360 от Търговския закон.